# Purdin
Purdin é uma cidade localizada no estado americano de Missouri, no Condado de Linn.

## Demografia
Segundo o censo americano de 2000, a sua população era de 223 habitantes.
Em 2006, foi estimada uma população de 211, um decréscimo de 12 (-5.4%).

## Geografia
De acordo com o United States Census Bureau tem uma área de
0,8 km², dos quais 0,8 km² cobertos por terra e 0,0 km² cobertos por água.

## Localidades na vizinhança
O diagrama seguinte representa as localidades num raio de 24 km ao redor de Purdin.